# Арија (музика)
Арија је вокална композиција за соло глас и инструменталну (обично оркестарску) пратњу. Јавља се самостално или као део већих вокално-инструменталних дела (опере, ораторијума, кантате). Разликује се од соло-песме по томе, што је опсегом већа, што избегава строфични облик и тежиште пребацује више на музичке квалитете, занемарујући при томе сам текст; од свих вокалних облика арија је однос речи и тона најрадикалније решила у корист музике. У опери, арија је углавном израз лирских расположења, супротно од речитатива, у коме се сажима акција драме; у току развоја опере све се више заоштравала супротност између речитатива и арије, па је арија врло често представљала одломке који су испадали из оквира драмске радње и кочили њен развој. Стога и сви реформатори опере (Глук, Вагнер), настоје да замене арију облицима који ће се боље и еластичније прилагодити развоју драмске радње.

## Опера

### Облик арије у француској и италијанској опери касног 17. века
Арија је типично еволуирала у једном од два облика. Бинарне форме арије биле су у два дела (А–Б); арије у тернарном облику (А–Б–А) биле су познате као да капо арије (дословно „из главе“, тј. са поновљеним почетним делом, често на веома украшен начин). У да капо арији, епизода 'Б' би обично била у другом тоналитету – доминантном или релативном дуру. Друге варијанте ових облика налазе се у француским операма касног 17. века, као што су оне Жан-Батиста Лулија које су доминирале периодом француског барока; вокални соло у његовим операма (означеним француским термином airs) често су у проширеном бинарном облику (АББ') или понекад у рондо облику (АБАЦА), (облик који је аналоган инструменталном ронду).
У италијанској школи композитора с краја 17. и раног 18. века, да капо облик арије се постепено повезивао са риторнелом (дословно, 'мали повратак'), инструменталном епизодом која се понавља и која је била испресецана елементима арија и на крају пружила, у раним операма, прилику за плес или уношење ликова. Ова верзија арије са риторнелима постала је доминантна карактеристика европске опере током 18. века. Неки писци сматрају да је то порекло инструменталних облика концертног и сонатног облика. Риторнели су постали суштински за структуру арије – „док речи одређују карактер мелодије, инструменти риторнела често одлучују у којим терминима ће она бити представљена.“

### 18. век
Почетком 18. века, композитори као што је Алесандро Скарлати су успоставили форму арије, а посебно њену да капо верзију са риторнелом, као кључни елемент оперске серије. „Нудила је равнотежу и континуитет, а ипак је давала простор за контраст. [...] Сама правилност њених конвенционалних карактеристика омогућила је да се одступања од нормалног искоришћавају са упечатљивим ефектом.“ У првим годинама века, арије у италијанском стилу почеле су да преузимају улогу у француској опери, дајући на крају француски жанр аријете, обично у релативно једноставном тернарном облику.
Врсте оперских арија постале су познате по различитим терминима у складу са њиховим карактером – на пример, арија парланте ('стил говора', наративног карактера), арија ди бравура (обично се даје хероини), арија буфа (арија комичног типа, обично се даје басу или бас-баритону), и тако даље.

### 19. век
Омиљени облик арије у првој половини 19. века у италијанској опери била је кабалета, у којој је део кантабиле налик на песму праћен живахнијим делом, кабалетом, која се понавља у целини или делимично. Обично би таквим аријама претходио рецитатив, а цела секвенца се назива сцена. Такође могу постојати могућности за учешће оркестра или хора. Пример је Каста дива из опере Норма Винченца Белинија.
После око 1850. године, форме арија у италијанској опери почињу да се разликују – многе опере Ђузепеа Вердија нуде проширене наративне арије за главне улоге које у свом обиму омогућавају интензивирање драме и карактеризације. Примери укључују Риголетову осуду двора, „Cortigiani, vil razza dannata!” (1851).
Касније у веку, Вагнерове опере после 1850. биле су хомолитно компоноване, са мање елемената које је било лако идентификовати као самосталне арије; док је италијански жанр верисмо опере такође настојао да интегрише ариосо елементе иако је и даље дозвољавао неке 'шоу-комаде'.

## Инструментална музика
Термин 'арија' се често користио у 17. и 18. веку за инструменталну музику која се користила за плес или варијације, а по узору на вокалну музику. На пример, Ј. С. Бахове такозване „Голдберг варијације“ су насловљене у њиховој публикацији из 1741. „Clavier Ubung bestehend in einer ARIA mit verschiedenen Verænderungen“ („Вежба са тастатуром, која се састоји од једне арије са различитим варијацијама.“)
Реч се понекад користи у савременој музици као назив за инструменталне комаде, нпр. 'арија' Робина Холовеја из 1980. за камерни ансамбл, или комад Харисона Биртвистла „Грајмторпова арија” (1973).